# بخش واشینگتن (شهرستان شلبی، اوهایو)
بخش واشینگتن (به انگلیسی: Washington Township) یک منطقهٔ مسکونی در ایالات متحده آمریکا است که در شهرستان شلبی، اوهایو واقع شده‌است.
 بخش واشینگتن ۶۵٫۲ کیلومتر مربع مساحت و ۲٬۰۸۳ نفر جمعیت دارد و ۲۸۳ متر بالاتر از سطح دریا واقع شده‌است.